# Nucularia perrinii
Nucularia perrinii är en amarantväxtart som beskrevs av Jules Aimé Battandier. Nucularia perrinii ingår i släktet Nucularia och familjen amarantväxter. Utöver nominatformen finns också underarten N. p. incrassata.